# Krzakówka wyspowa
Krzakówka wyspowa (Gerygone insularis) – gatunek małego ptaka z rodziny buszówkowatych (Acanthizidae). Występował endemicznie na wyspie Lord Howe (na wschód od Australii). Wymarł niedługo po 1928.

## Taksonomia
Po raz pierwszy gatunek opisał Edward Pierson Ramsay w 1878. Zamieścił jedynie wymiary i informacje o upierzeniu. Nowemu gatunkowi nadał nazwę Gerygone insularis, akceptowaną obecnie (2020) przez Międzynarodowy Komitet Ornitologiczny (IOC). Niektórzy autorzy uznają krzakówkę wyspową za jeden gatunek wraz z krzakówkami: samotną (G. modesta) i popielatą (G. igata), jednak krzakówki wyspowe wyraźnie odróżniały się od nich rozmiarem i ubarwieniem, być może i głosem.

## Morfologia
Długość ciała: około 12 cm. Wymiary szczegółowe dla 6 osobników: długość skrzydła 52,5–57 mm, długość ogona 46–51,5 mm, długość skoku 19–21 mm. Upierzenie głównie szarobrązowe. Ciemię brązowe, pokrywy uszne jasnoszare. Obrączka oczna jasnoszara. Broda i gardło szare z żółtawym nalotem. Wiele obszarów ciała wykazuje żółtawy odcień o zmiennym nasileniu; najsilniej widoczny jest na jaskrawożółtym brzuchu. Szyja i wierzch ciała mają barwę brązową, na kuprze ta przechodzi w żółtobrązową. Pierś jasnoszara z żółtym nalotem. Ogon oliwkowobrązowy u nasady, czernieje ku końcowi. Blisko końca widnieją białe plamki. Tęczówka różowa, dziób ciemnoszary, nogi niebieskoszare lub brązowe.

## Zasięg, ekologia i zachowanie
Endemit wyspy Lord Howe. Środowiskiem życia tych ptaków były lasy, w których przebywały w koronach drzew. Krzakówki wyspowe żywiły się bezkręgowcami. Żerowały wśród listowia, a niekiedy wlatywały do domów, by zjadać owady i pajęczaki ze ścian czy sufitów. Szczególnie aktywne były po deszczu. Kopulaste gniazda budowane były z suchej kory, włókien roślinnych, liści, traw, mchów i wełny. Poszczególne elementy były spojone pajęczyną. Samo gniazdo zawieszone było na gałęzi. Zniesienie liczyło od 3 jaj o różowawej skorupce upstrzonej brązowymi plamkami.

## Status i zagrożenia
IUCN uznaje krzakówkę wyspową za gatunek wymarły (EX, Extinct). Przy odkryciu krzakówki wyspowe były jeszcze pospolite, jednak w 1924 miały być już niemal wymarłe. Najprawdopodobniej za wyginięcie tych ptaków odpowiadają szczury śniade (Rattus rattus), które dostały się na wyspę w 1918 po rozbiciu się statku SS Mokambo. Krzakówki wyspowe przetrwały jeszcze przynajmniej dekadę. W 1928 często słyszano ich śpiew. W 1936 nie znaleziono krzakówek na wyspie, w kolejnych latach również nie miały miejsca żadne stwierdzenia.